# Подмаренник белый
Подмаренник белый (лат. Galium album) — вид травянистых растений из рода Подмаренник семейства Мареновые.

## Ботаническое описание

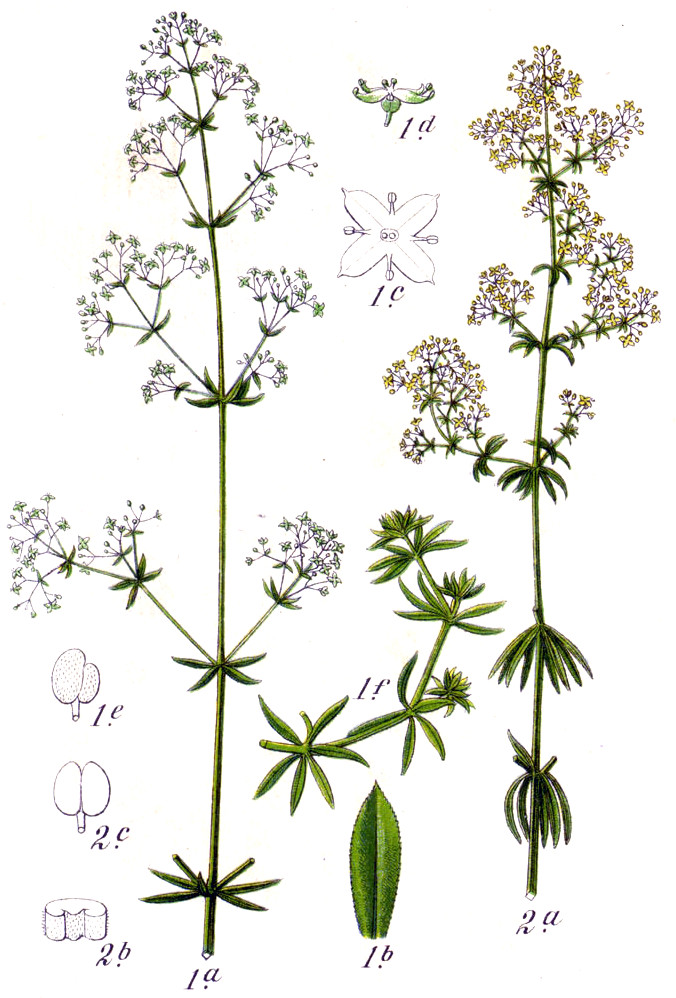
Подмаренник белый (?).

Описание приведено по таксону Подмаренник мягкий, в состав которого Подмаренник белый ранее включался как Подмаренник мягкий подвид белый (Galium mollugo subsp. album). Различия заключаются в размере венчика, цветоножки и форме соцветий.
Многолетнее травянистое растение.
Корневище ветвистое, деревянистое, темно-бурое.
Стеблей несколько, восходящие, ветвистые, (20)25-125(130) см высотой, четырехгранные, утолщенные под узлами, голые, иногда при основании листьев с пучками волосков.
Листья собраны в мутовки по 6-8 шт, линейно-продолговатые или обратноланцетные, суженые к обоим концам, (10)20-25 мм длиной, (1,5)2,5(4) мм шириной. Окраска с обеих сторон зеленая. При основании пластинка переходит в короткий черешок. Прицветные листья мельче, 4-6 мм длиной, до 1 мм шириной, по 4-6 шт в мутовке. Самые верхние — парные или одиночные.
Соцветия метельчатые, длинные до половины высоты стебля, многоцветковые. Ветви соцветия восходящие, слабоотклоненные на угол 45° и менее (у подмаренника мягкого — раскидистые, отклоненные на угол более 45°). Цветоносы дважды тройчато разветвленные, голые. Цветоножки короткие, менее диаметра венчика (у подмаренника мягкого — равны или больше размера венчика). Сам венчик белый, 3-5 мм в диаметре (у подмаренника мягкого цветки мельче, 2-3 мм).
Плоды часто двойчатые, 0,75 × 1,5 мм, почти черные, голые, мелкоморщинистые.

## Распространение и экология
Ареал охватывает Скандинавию, Среднюю и Атлантическую Европу, западное и восточное Средиземноморье, Балканы, Малую Азию, Северную Америку.
На территории России встречается по всей Европейской части, на Кавказе, в Западной Сибири.
Предпочитает луга и поля по берегам рек и озер, произрастает вдоль дорог и на других сорных местах, в светлых сосновых лесах, зарослях кустарников.

## Хозяйственное значение и использование
В корнях содержатся красящие вещества, придающие хлопчатобумажным тканям серую, а шерстяным — розово-фиолетовую окраску.
Эссенцию из надземный частей используют в гомеопатии.

## Классификация

### Таксономия
- Galium album Mill., 1768, Gard. Dict., ed. 8. : n.° 7

Вид Подмаренник белый включается в род Подмаренник (Galium) семейства Мареновые (Rubiaceae) порядка Горечавкоцветные (Gentianales), последовательно входящего в более крупные клады Ламииды → Астериды → Суперастериды → Эвдикоты → Цветковые растения. Таксономическая схема в соответствии с Системой APG IV по состоянию на июнь 2024 года:
|  |                          |  |                                   |                                   |                     |  | еще 4 семейства | еще 4 семейства |                       |  |                          |  | еще 671 подтвержденный вид и 66 видов, ожидающих подтверждения | еще 671 подтвержденный вид и 66 видов, ожидающих подтверждения |  |
|  |                          |  |                                   |                                   |                     |  | еще 4 семейства | еще 4 семейства |                       |  |                          |  | еще 671 подтвержденный вид и 66 видов, ожидающих подтверждения | еще 671 подтвержденный вид и 66 видов, ожидающих подтверждения |  |
|  |                          |  |                                   | порядок Горечавкоцветные          |                     |  |                 |                 | род Подмаренник       |  |                          |  |                                                                |                                                                |  |
|  |                          |  |                                   | порядок Горечавкоцветные          |                     |  |                 |                 | род Подмаренник       |  | 5 внутривидовых таксонов |  |                                                                |                                                                |  |
|  | клада Цветковые растения |  |                                   |                                   | семейство Мареновые |  |                 |                 | вид Подмаренник белый |  |                          |  |                                                                |                                                                |  |
|  | клада Цветковые растения |  |                                   |                                   |                     |  |                 |                 |                       |  |                          |  |                                                                |                                                                |  |
|  |                          |  | ещё 63 порядка цветковых растений | ещё 63 порядка цветковых растений |                     |  |                 | еще 611 родов   | еще 611 родов         |  |                          |  |                                                                |                                                                |  |
|  |                          |  |                                   | ещё 63 порядка цветковых растений |                     |  |                 |                 | еще 611 родов         |  |                          |  |                                                                |                                                                |  |

### Внутривидовые таксоны
- Galium album subsp. album
- Galium album subsp. amani Ehrend. & Schönb.-Tem.
- Galium album subsp. prusense (K.Koch) Ehrend. & Krendl
- Galium album subsp. pycnotrichum (Heinr.Braun) Krendl
- Galium album subsp. suberectum (Klokov) Michalk.